# Rama Navami

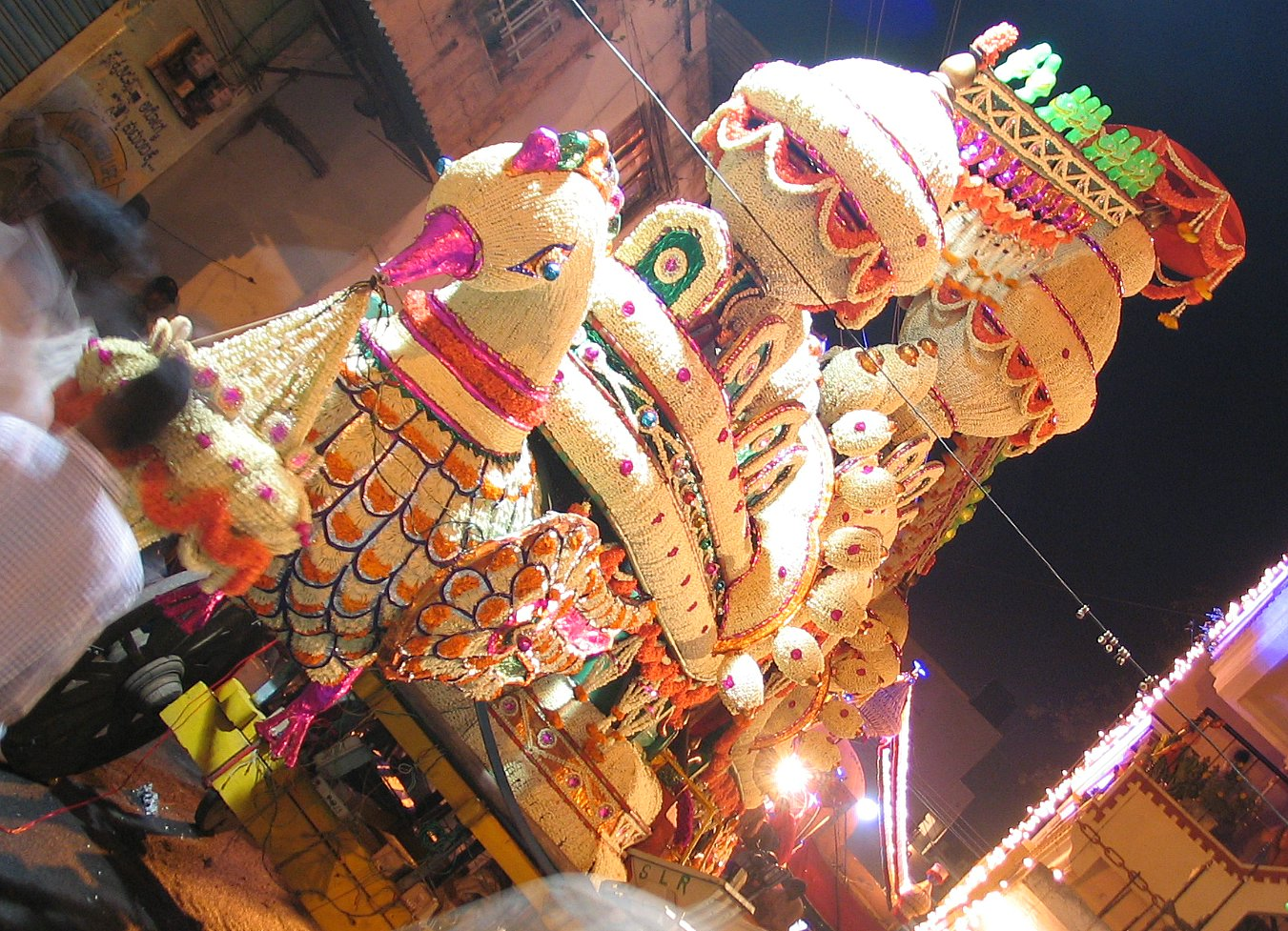
Char lors d'une procession de Rama Navami. (Uttar Pradesh, 2006).

Rama Navami (devanāgarī : राम नवमी ) est une fête populaire hindoue célébrée en mars ou avril (le 13 chaitra), qui célèbre la naissance de Rāma, prince d’Ayodhyâ et septième incarnation de Vishnou. La cérémonie traditionnelle comporte une remise de cadeaux et un grand buffet. La coutume est aussi de jeûner et de se baigner dans une rivière sacrée (particulièrement la Sarayu à Ayodhya).
Cette fête religieuse est célébrée de nos jours le neuvième jour (navami) suivant la nouvelle lune d'avril, dans le monde entier, par les hindous, particulièrement les vishnouïstes, par l'offrande de nourriture strictement végétarienne et d'hymnes et rituels védiques après avoir observé le jeûne jusqu'au coucher du soleil.